# Chahar (Sprache)
Chahar-Mongolisch (chin. Měnggǔyǔ Cháhā’ěr fāngyán 蒙古语察哈尔方音 bzw. Cháhā’ěr fāngyán 察哈尔方言) ist ein von der mongolischen Volksgruppe der Chahar gesprochener Dialekt des Mongolischen. Es ist die in der Inneren Mongolei in der Volksrepublik China als Aussprachenorm gesetzte Varietät ("Standardmongolisch"). Gesprochen wird sie beispielsweise in Ulanqab und nach offizieller Dialektklassifikation auch in Xilin Gol (was andernorts für eine selbstständige Varietät gehalten wird). Die in der Mongolischen Republik in offiziellen Zusammenhängen verwendete Sprache ist hingegen Chalcha-Mongolisch. Teilweise wird das Chahar-Mongolische auch zum „Peripheren Mongolisch“ [mvf] gerechnet (s. Weblink).